# The Alliance
Palmarès
Voir ici
The Alliance (parfois la WCW/ECW Alliance) était un clan de catch heels qui a duré de juillet 2001 à novembre 2001.

## Histoire
L'Alliance était issue du rachat de la World Championship Wrestling (WCW) par la World Wrestling Federation. La Extreme Championship Wrestling (ECW) était ramenée plus tard pour aider la WCW.
Les plans originaux étaient d'avoir le groupe de la WCW en tant que babyface, mené par Shane McMahon (qui était le propriétaire de la WCW dans l'histoire) pour être contre le propriétaire heel de la WWF, Vince McMahon. De mai à juin 2001, des catcheurs identifiés comme étant « sous contrat avec la WCW » (par exemple Lance Storm et Hugh Morrus) « envahissaient » les programmes de la WWF, en faisant plusieurs interventions. Le but était pour la WCW de « conquérir » l'un des deux principaux programmes de la WWF, soit RAW ou SmackDown, et renommer le show par le nom de la fédération. Pour voir si ça marcherait, les vingt dernières minutes de l'édition de RAW du 2 juillet étaient données à la WCW, qui avait ainsi ses propres commentateurs (Scott Hudson et Arn Anderson), annonceur (Stacy Keibler), arbitre (Nick Patrick (en)), revêtement de ring et apparence, pour présenter un match entre Booker T et Buff Bagwell comptant pour le WCW Championship de Booker (qu'il a remporté dans la toute dernière édition de WCW Monday Nitro). Ceci continuait à SmackDown!, où Gregory Helms défendait le WCW Cruiserweight Championship contre Billy Kidman et Booker défendait le WCW Championship contre Diamond Dallas Page.
Cependant, le match de championnat Booker/Bagwell était très mal reçu par non seulement les téléspectateurs mais aussi le public de l'aréna, alors que les autres matches WCW organisés recevaient aussi une réaction similaire. La décision était alors prise de faire de la WCW un groupe de heels qui avait pour but de détruire la WWF. Ceci a peut-être été un choix globalement plus judicieux que d'essayer de mettre la WCW du côté des fans, comme la plupart des fans de la WWF restaient fidèles à « leur » fédération et ne voulaient pas supporter la WCW au détriment de la WWF. Par conséquent, le 9 juillet à RAW, alors que le propriétaire de la WCW Shane était prévu pour affronter Page dans un street fight, à la place les deux s'attaquaient à The Undertaker, devenant ainsi heels.
Cette soirée voyait aussi le retour de la ECW, avec des anciens de la ECW provenant de la WWF et de la WCW, aux côtés de nouveaux venus comme Rob Van Dam & Tommy Dreamer, et le commentateur de RAW Paul Heyman, qui annonçait que « l'invasion a été tournée vers l'extrême! » Vince et Shane tombaient d'accord pour en finir avec la ECW une bonne fois pour toutes dans une bataille à vingt hommes. Cependant, quand la WCW et la ECW s'affrontaient sur le ring, on assistait à une scène de fraternisation. Il était révélé plus tard que la ECW, avec sa nouvelle propriétaire Stephanie McMahon-Helmsley, s'était jointe à la WCW pour former un « supergroupe » pour pouvoir mieux rivaliser avec la WWF. Ce clan était à l'origine connu comme « WCW/ECW » mais les droits sur les noms de la ECW (dont l'utilisation du nom même sur les écrans de la WWF) restaient débattus dans un jugement à la suite de la faillite, ce qui amenait à changer le nom du groupe en The Coalition et plus tard The Alliance.
À WWF Invasion, la Team WCW/ECW (Booker T, Diamond Dallas Page, Rhyno, et The Dudley Boyz) battaient la Team WWF (Stone Cold Steve Austin, The Undertaker, Kane, Kurt Angle, et Chris Jericho) dans un match par équipe annoncé comme la « Bataille Inaugurale ». Pendant le match, Austin se retournait contre la WWF et rejoignait l'Alliance, les aidant à remporter la victoire.
Pour les quelques mois suivants, les deux camps s'affrontaient de long en large. À l'exception de quelques catcheurs (X-Factor et Christian, par exemple), chacune des rivalités étaient un ou des catcheurs de la WWF contre un ou des catcheurs de l'Alliance. En tout 10 titres qu'ils soient de la WWF ou de la WCW étaient défendus par différents catcheurs parmi les différentes feuds. Avec le temps, bon nombre de superstars de la WWF s'en allait à l'Alliance, notamment Test, William Regal, Ivory, et Christian. L'ancien catcheur de la ECW et WCW Steven Richards quittait lui l'Alliance, ramenant l'ancien de la WCW KroniK avec lui. En retour, Chuck Palumbo et Torrie Wilson quittaient l'Alliance pour la WWF.
En octobre, les deux camps tombaient d'accord pour mettre fin à tout cela une bonne fois pour toutes. Un Winner Take All match à élimination classique de Survivor Series a ainsi été organisé aux Survivor Series, l'équipe perdante devant quitter le catch pour toujours. À la fin, la Team WWF (The Rock, Chris Jericho, the Undertaker, Kane, et Big Show) battait la Team Alliance (Steve Austin, Kurt Angle, Rob Van Dam, Booker T, et Shane McMahon) quand Angle se retournait contre Austin, jetant l'Alliance en dehors du monde de la lutte. Chaque membre de l'Alliance avec un titre (Austin, les Dudley Boyz (avec Stacy Keibler), Christian, et Van Dam), ainsi que Test, qui a gagné la « Bataille royale d'immunité », avaient des contrats garantis à la WWF. Les autres membres de l'Alliance étaient officiellement virés. Quelques-uns d'entre eux (The Hurricane, Lance Storm) étaient réengagés un par un les mois suivants, la majorité d'entre eux revenants à l'occasion du Brand Extension. Finalement, le WCW World Tag Team Championshipétait unifié avec le WWF Tag Team Championship, alors que le WCW United States Championship était unifié avec le WWF Intercontinental Championship. Le WCW Cruiserweight Championship restait actif et remplaçait lui le WWF Light Heavyweight Championship, tandis que le WCW Championship était renommé et unifié avec le WWF Championship. Toujours dans la même période, les anciens membres de l'Alliance qui sont restés, Austin, Rob Van Dam, Tommy Dreamer, The Hurricane, sont tous devenus faces. D'autres membres de l'Alliance, les Dudley Boyz, Christian, Test, et William Regal s'alignaient eux avec M.. McMahon, qui devenait heel directement après la fin de la storyline.

## Membres de l'Alliance

### WCW
- Brian Adams (recruté par Steven Richards plus tard dans l'invasion dans le but d'être utilisé contre l'Undertaker et Kane)
- Buff Bagwell (renvoyé avant l'union WCW/ECW)
- Booker T
- Bryan Clark (recruté par Steven Richards plus tard dans l'invasion dans le but d'être utilisé contre l'Undertaker et Kane)
- Chavo Guerrero, Jr.
- Lash LeRoux (en) (faisait quelques apparitions sporadiques)
- Hurricane Helms (devenait finalement The Hurricane pendant la storyline de l'Alliance)
- Mark Jindrak (apparaissait rarement durant la storyline)
- Chris Kanyon
- Kaz Hayashi (décidait de retourner au Japon après seulement une apparence)
- Elix Skipper (renvoyé tôt dans la storyline de l'Invasion)
- Stacy Keibler
- Billy Kidman
- Johnny Stamboli (apparaissait rarement durant la storyline)
- Hugh Morrus
- Sean O'Haire
- Jamie Noble
- Reno
- Evan Karagias (renvoyé sans avoir même été utilisé comme catcheur)
- Shane McMahon (Propriétaire de la WCW)**
- Diamond Dallas Page*
- Shannon Moore
- Arn Anderson (commentateur de la WCW)
- Chuck Palumbo (est parti à la WWF en novembre pour faire équipe avec Billy Gunn après avoir été viré par l'Alliance)
- Nick Patrick (arbitre)
- Charles Robinson (arbitre)
- Billy Silverman (en) (arbitre)
- Scott Hudson (commentateur de la WCW announcer et interviewer backstage)
- Shawn Stasiak
- Mike Sanders
- Torrie Wilson (est partie à la WWF après qu'elle commençait à sortir avec Tajiri et avoir une rivalité avec Stacy Keibler.)

* = est apparu sur les écrans de la WWF avant même la storyline de l'Invasion.

** = n'est jamais apparu à la WCW avant le rachat de la WWF.

### ECW
- Mike Awesome (débutait comme membre de la WCW, s'en allait à la ECW le 9 juillet 2001)**
- Justin Credible *
- Tommy Dreamer
- Jerry Lynn
- Bubba Ray Dudley*
- Stephanie McMahon-Helmsley (propriétaire de la ECW) ***
- D-Von Dudley*
- Paul Heyman (commentateur de RAW, ECW General Manager) *
- Jazz (n'apparaissait pas jusqu'à la dernière apparition de l'Alliance aux Survivor Series 2001)
- Raven *
- Rhyno *
- Lance Storm (débutait comme membre de la WCW, s'en allait à la ECW le 9 juillet 2001)**
- Tazz (commentateur de SmackDown!, s'en allait à la WWF après s'être retourné contre Paul Heyman) *
- Rob Van Dam

* = travaillait pour la WWF avant la storyline de l'Invasion

** = travaillait à la WCW avant son rachat

*** = n'est jamais apparu à la ECW

### Transfuges
- Kurt Angle (le traître ; plus tard révélé comme ayant été une taupe envoyée par Vince McMahon)
- Steve Austin (le Leader)
- Christian* (ne se joignait pas jusque tard dans la feud, surtout pour gagner de l'importance sur Edge.)
- Debra (la First Lady)
- Brian Hebner (arbitre)*
- Ivory (la Mentor to the Ladies of the Alliance)*
- Mighty Molly
- William Regal (Commissionaire de l'Alliance)
- Steven Richards (un original de la ECW mais il ne rejoignait la ECW que plus tard dans l'Invasion, offrant les services de KroniK de la WCW comme revanche contre l'Undertaker et Kane)
- Terri Runnels
- Test* (joignait l'Alliance après s'être fait attaquer par l'APA)

* = n'est jamais apparu à la WCW ou ECW avant la storyline

## Titres
- 2 fois WWF Championship - Stone Cold Steve Austin
- 2 fois WCW Championship - Booker T
- 3 fois WWF Intercontinental Championship
  - 1 fois Lance Storm
  - 1 fois Christian
  - 1 fois Test
- 4 fois WCW United States Championship
  - 1 fois Booker T
  - 1 fois Chris Kanyon
  - 1 fois Rhyno
  - 1 fois Kurt Angle
- 3 fois WWF Hardcore Championship - Rob Van Dam
- 2 fois WWF European Championship
  - 1 fois Hurricane Helms
  - 1 fois Christian
- 3 fois WCW Cruiserweight Championship
  - 1 fois Hurricane Helms
  - 2 fois Billy Kidman
- 5 fois WWF Tag Team Championship
  - 3 fois The Dudley Boyz
  - 1 fois Diamond Dallas Page et Chris Kanyon
  - 1 fois Booker T et Test
- 3 fois WCW Tag Team Championship
  - 1 fois Chuck Palumbo et Sean O'Haire
  - 1 fois Booker T et Test
  - 1 fois The Dudleyz Boyz[2]

## Sources et références
1. ↑  « "The crowd turned on the entire segment since it was a 'WCW' main event presented before an audience of WWF fans." », PWInsider.com, 8 janvier 7 (consulté le 21 août 7)
2. ↑  (en) « Historique du WCW World Tag Team Championship », sur Pro-Wrestling Title Histories (consulté le 6 août 2009)